# Fissão nuclear espontânea
Fissão nuclear espontânea é uma forma de desintegração radioativa, característica de isótopos muito pesados, sendo teoricamente possível para qualquer núcleo atómico cuja massa seja maior ou igual a 100 uma (elementos perto do rutênio). Na prática, no entanto, a fissão espontânea é apenas possível para massas atómicas superiores a 230 uma (elementos perto do tório). Os elementos mais susceptíveis de sofrerem fissão espontânea são os trans-actinídios, como o ruterfórdio.
Para o urânio e o tório, o modo de decaimento de fissão espontânea ocorre efectivamente, mas não se verifica na maioria dos colapsos radioactivos, pelo que é usualmente negligenciado excepto para as considerações exactas das razões de ramificação quando se determina a actividade de uma amostra contendo estes elementos. Matematicamente, o critério para saber se a fissão espontânea poderá ocorrer ou não, é:
{\displaystyle {\hbox{Z}}^{2}/{\hbox{A}}\approx 45.}
Como o nome sugere, a fissão espontânea segue exactamente o mesmo processo que a fissão nuclear, apenas não sendo auto-sustentada e não gerando o fluxo de neutrões necessário para atingir a criticidade e continuar a fissão. No entanto, a fissão espontânea, como qualquer outra fissão, liberta neutrões, pelo que radioisótopos para os quais a fissão espontânea representa um modo de decaimento não-eligível, podem ser usados como fontes de neutrões; o califórnio-252 (meia-vida de 2,645 anos, razão de ramificação SF de 3,09%) é frequentemente usado para este fim. Os neutrões podem então ser usados na detecção de explosivos em bagagem de linhas aéreas, na medição do conteúdo de humidade de um piso na construção de estradas ou de edifícios, na medição de humidade em materiais armazenados em silos, e em muitas outras aplicações.
Enquanto as fissões derem lugar a uma redução desprezável da população de núcleos que podem experimentar fissão espontânea, temos um processo de Poisson: para intervalos muito pequenos de tempo, a probabilidade de se verificar uma fissão espontânea é proporcional ao período de tempo.
A fissão espontânea de urânio-238 deixa marcas de dano em urânio que contenha minerais, pois os fragmentos da fissão recuam através da estrutura cristalina. Estas marcas, ou traços de fissão, fornecem a base da técnica de datação radiométrica denominada método de traços de fissão.

## Taxas de fissão espontânea
Taxas de fissão espontânea:
- U-235: 0,2 - 0,3 fissões/s-kg
- U-238: 7 fissões/s-kg
- Pu-239: 10 fissões/s-kg
- Pu-240: 415.000 fissões/s-kg (aprox. 1.000.000 neutrões/s-kg)

Na prática, o Pu-239 apresentará, invariavelmente, uma certa quantidade de Pu-240 devido à tendência do Pu-239 de absorver um neutrão adicional durante a produção. A alta taxa de eventos de fissão espontânea do Pu-240 tornam-no um contaminante indesejado. O plutónio usado em armas nucleares deverá conter não mais de 7% de Pu-240.
As armas de fissão de tipo balístico têm um tempo crítico de inserção de aproximadamente 1 milissegundo, sendo muito pequena a probabilidade de ocorrer fissão espontânea neste intervalo de tempo. Assim, apenas o U-235 é adequado.